# Фалькенгаген
Фалькенгаген (нім. Falkenhagen) — громада в Німеччині, розташована в землі Бранденбург. Входить до складу району Меркіш-Одерланд. Складова частина об'єднання громад Зелов-Ланд.
Площа — 27,18 км2. Населення становить 678 ос. (станом на 31 грудня 2020).

## Галерея

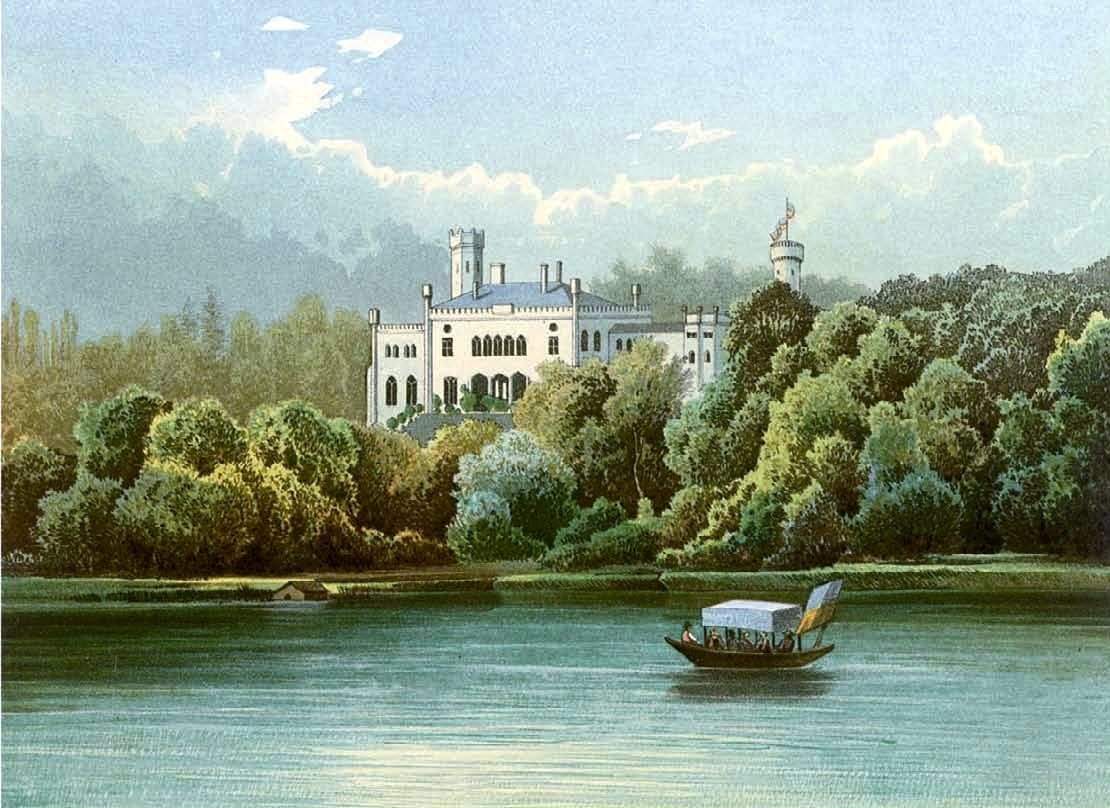
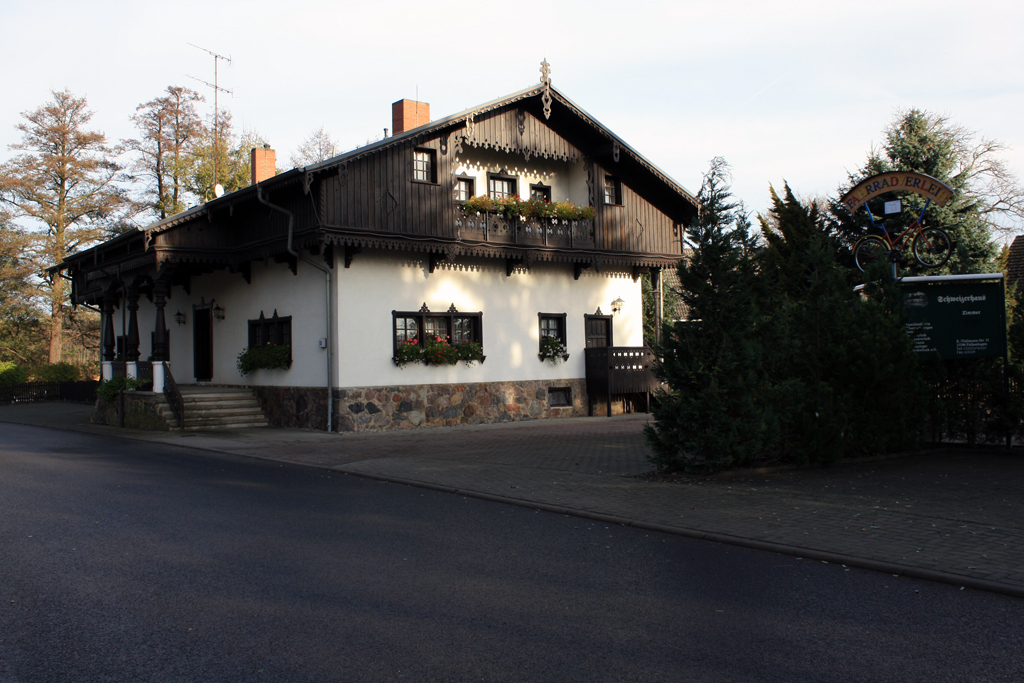